# Ferdinand Schlögel-Merzin
Ferdinand Schlögel-Merzin, občanským jménem Ferdinand Schlögel ( 19. února 1899 Lehnice – 6. března 1983 Jiříkov) byl český básník, skaut, cestovatel a archeolog.

## Život

### Mládí
Narodil se roku 1899 v Lehnici, v tehdejším Německu, v rodině stavitele pian Ferdinanda Schlögla st. (1872–1910) a jeho manželky Anny, rozené Gebauerové (1873–??), dcery obchodníka v Jičíně. Byl starší ze dvou synů. Otec často cestoval do zahraničí, matka provozovala v Praze na Ovocném trhu obchod s piany.
V roce 1910 zemřel Ferdinandu Schlögelovi otec. Pod vlivem této smrti začal záhy psát básně. Vystudoval státní českou reálku na Starém Městě, kde maturoval v roce 1919. Současně studoval hru na klavír a hudbu. Spisovatel Eduard Štorch vzbudil jeho zájem o archeologii. Po studiích žil střídavě v Praze a Hradci Králové.

### Skauting
Ferdinand Schlögel byl aktivním skautem. Byl od roku 1913 jedním z prvních skautů družiny A. B. Svojsíka. V roce 1920 doprovázel Svojsíka na 1. celosvětové skautské jamboree v Londýně.

### Pobyt v zahraničí
V letech 1920–1937 pobýval většinou v cizině, kde se živil jako obchodník a zástupce etiopských dolů na slídu. V roce 1922 navštívil Káhiru; v roce 1926 byl pro podezření ze špionáže zatčen v Súdánu kam se dostal na své expedici z Alžíru přes Saharu.
Roku 1930 ve funkci sekretáře a jednatele Klubu přátel Orientu se zúčastnil vykopávek na Krétě a Sicílii, v letech 1933–1934 vedl pod záštitou Klubu přátel filmovou expedici do Španělska a Maroka (označenou tiskem za cestu „...do Afriky a Arábie...“). Navštívil Himálaje, opakovaně Saúdskou Arábii a Palestinu. (K jeho cestám mu pomáhala znalost arabštiny a arabských dialektů, ve 30. letech konvertoval k islámu.) Též absolvoval cestu automobilem Teherán-Paříž-Gibraltar. V době španělské občanské války pobýval v Barceloně, odkud uprchnul do Jugoslávie.

### Období Protektorátu a po 2. světové válce
Během německé okupace žil nejprve v Praze, společně s Konstantinem Bieblem. Později pobýval ve vile Gabriela v Libníči u Českých Budějovic. Ve vile v té době žila řada dalších českých umělců jako Karel Konrád (1899- 1971) a Jaroslav Kratochvíl (1885-1945), Konstantin Biebl (1898-1951) a Kamil Bednář (1912-1972) Hana Vítová a Rudolf Hrušínský (1920-1994).
V roce 1945 ho doporučil Ivan Olbracht, aby se stal národním správcem továrny na piana August Förster v Jiříkově a výrobce klaviatur Hermann Stamnitz tamtéž. Když v roce 1948 zdědil větší částku jako spolumajitel firmy na hudební nástroje Schlögl, stal se spisovatelem z povolání.
V roce 1950 byl vyloučen z KSČ a podruhé se oženil s Dánkou E. M. Olsenovou. Pracoval jako úředník, později jako noční hlídač. Přátelil se nejen se spisovateli, ale i s hudebními skladateli, jako Alois Hába. Je pochován v Jiříkově.

## Zajímavost
Jméno Merzin přijal údajně se svolením hedžánského šejcha Hadži Tahara Merzina, který mu v Arábii zachránil život. Tuto historku uvádějí v zásadě všechny zdroje o spisovatelově životě, ale bez podrobností a upřesnění, kdy a kde se tak mělo stát.

## Dílo
V díle Ferdinanda Schlögela-Merzina převažují exotická, hudební a milostná témata.
- Ambra (básně z Orientu, litografie Václav Mašek, Praha, Bohuslav Čepelák, 1935)
- Ale zítra (sociální poesie, Praha, Odeon, Jan Fromek, 1938)[p 7]
- Bakchický jazz (vydáno jako bibliofilie, 1939)
- Amoroso (básně na milostná témata, bibliofilie, 1946)
- Chopin a klavír (k uctění skladatele, snaha o vytvoření ekvivalentu hudebního díla, vydáno v Jiříkově, nákladem autora, 1948)

## Posmrtné ocenění
- Ferdinand Schlögel-Merzin je čestným občanem města Jiříkov
- Jeho hrob na hřbitově v Jiříkově byl převzat do péče města a v roce 2016 zde byla odhalena pamětní deska[8]
- Písemná pozůstalost Ferdinanda Schlögela je uložena v Památníku národního písemnictví[9] a Divadelním ústavu Praha. V akademickém roce 2016/2017 vypsal Ústav české literatury a komparatistiky téma pro diplomovou práci s využitím tohoto fondu.[10]